# 593

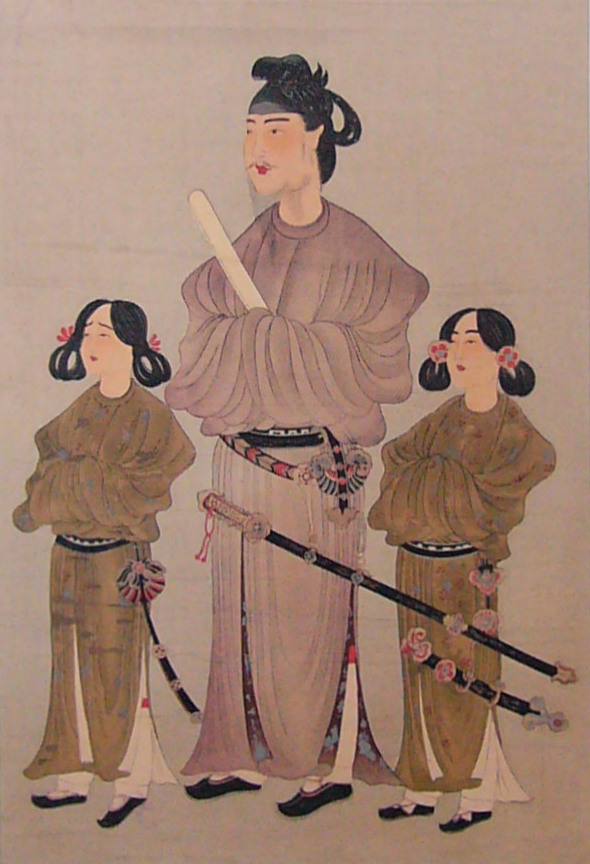
Prins Shotoku Taishi (regent) met familieleden

Het jaar 593 is het 93e jaar in de 6e eeuw volgens de christelijke jaartelling.

## Gebeurtenissen

### Europa
- Landericus, hofmeier van koning Chlotharius II, verslaat een gezamenlijk Bourgondisch-Austrasisch invasieleger. Hij verwoest het Frankische gebied rond Reims en herovert Soissons (huidige Hauts-de-France). Tijdens de inval is Chlotharius (9 jaar oud) bij het leger aanwezig.
- Koning Agilulf van de Longobarden herovert in centraal Italië de vorig jaar verloren gegane gebieden. Hij belegert Rome, paus Gregorius I de Grote neemt persoonlijk de verdediging van de stad op zich en onderhandelt over vrede.

### Azië
- Keizerin Suiko benoemt haar neef Shotoku Taishi tot regent. Beiden zijn verwant aan de Soga-clan en zorgen dat het pad ("butsudo") voor het Japanse boeddhisme wordt geëffend, door tempels te bouwen.

## Religie
- Gregorius I de Grote voegt voor het eerst de term "het Voorgeborchte" toe in de leer van de Katholieke Kerk.

## Geboren
- Jomei, keizer van Japan (overleden 641)

## Overleden
- Ceawlin, koning (bretwalda) van Wessex
- Evergislus, bisschop van Keulen (waarschijnlijke datum)
- Garibald I, hertog van Beieren (waarschijnlijke datum)
- Georgius I, patriarch van Antiochië